# Charles Little

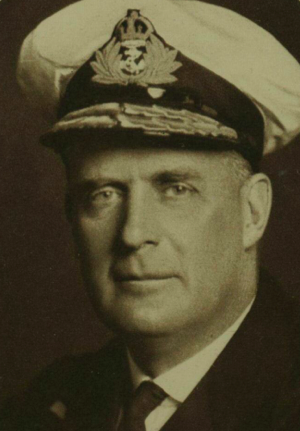
Admiral Charles Little (21. April 1937)

Sir Charles James Colebrooke Little, GCB, GBE (* 14. Juni 1882 in Shanghai, Kaiserreich China; † 20. Juni 1973 in Worthing, Sussex) war ein britischer Seeoffizier und zuletzt Admiral, der unter anderem zwischen von 1933 bis 1935 Stellvertretender Chef des Marinestabes (Deputy Chief of the Naval Staff) sowie zwischen 1936 und 1938 Oberkommandierender des Flottenverbandes China (Commander-in-Chief, China Station) war. Er fungierte zudem von 1938 bis 1941 als Zweiter Seelord (Second Sea Lord) sowie zuletzt von 1942 bis 1945 als Oberkommandierender der Marinebasis Portsmouth (Commander-in-Chief, Portsmouth).

## Leben

### Ausbildung zum Seeoffizier und Erster Weltkrieg

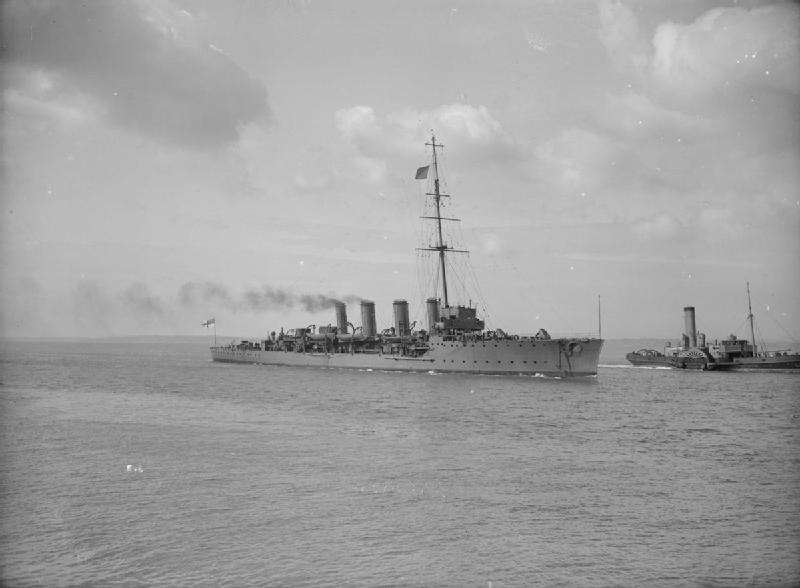
Little war zwischen September 1916 und März 1918 als Kommandant des Scoutkreuzers HMS Fearless.

Charles James Colebrooke Little, Sohn des Chirurgen Louis Stromeyer Little, FRCS, FRAS und dessen Frau Rosetta Annie Miller, begann am 15. Januar 1897 als Seekadett seine Ausbildung zum Seeoffizier auf dem Schulschiff Britannia, dem Britannia Royal Naval College in Dartmouth. Er wurde am 15. Juli 1898 zum Midshipman sowie am 15. Januar 1902 zum Sub-Lieutenant der Royal Navy befördert. Er meldete sich nach seinem Dienst auf Schlachtschiffen nach seiner Beförderung zum Kapitänleutnant (Lieutenant) freiwillig für den jungen Zweig der U-Boote, in dem er am 1. Januar 1913 auch seine Beförderung zum Fregattenkapitän (Commander) erhielt.
Bei Ausbruch des Ersten Weltkrieges war er Kommandant (Commanding Officer) des Versorgungsschiffs HMS Arrogant und die U-Boot-Flottille der Dover-Patrouille. 1915 wurde er Assistent des Kommodores der U-Boote-Verbände im Hauptquartier in Gosport und fungierte daraufhin zwischen September 1916 und März 1918 als Kommandant des Scoutkreuzers HMS Fearless. In dieser Verwendung erfolgte am 30. Juni 1917 seine Beförderung zum Kapitän zur See (Captain) und er wurde Companion des zivilen Zweiges des Order of the Bath (CB). Er war zudem innerhalb der Großen Flotte (Grand Fleet) Kommodore der U-Boote-Flottille, die aus den neuen dampfturbinengetriebenen U-Booten der K-Klasse bestand, die für den taktischen Einsatz mit der Grand Fleet im Kampf konzipiert waren.

### Zwischenkriegszeit

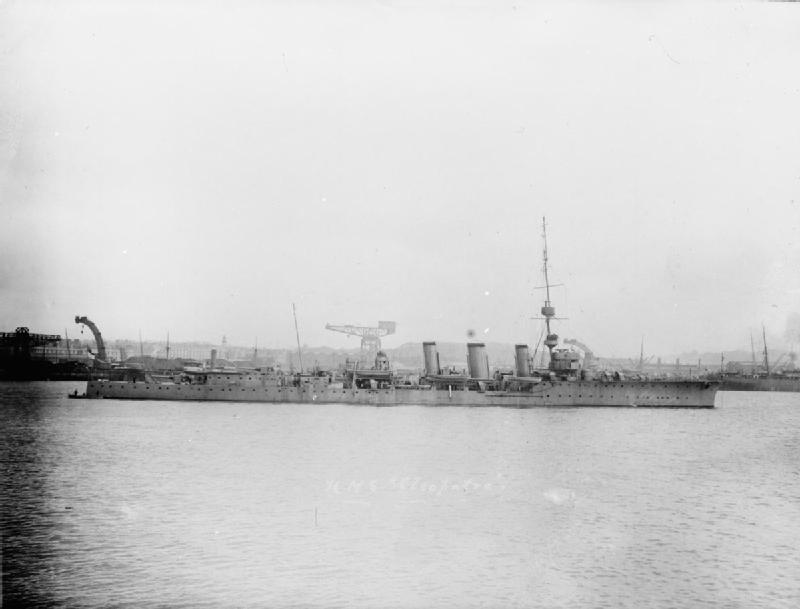
Kapitän zur See Little wurde im März 1919 Kommandant des Leichten Kreuzers HMS Cleopatra.

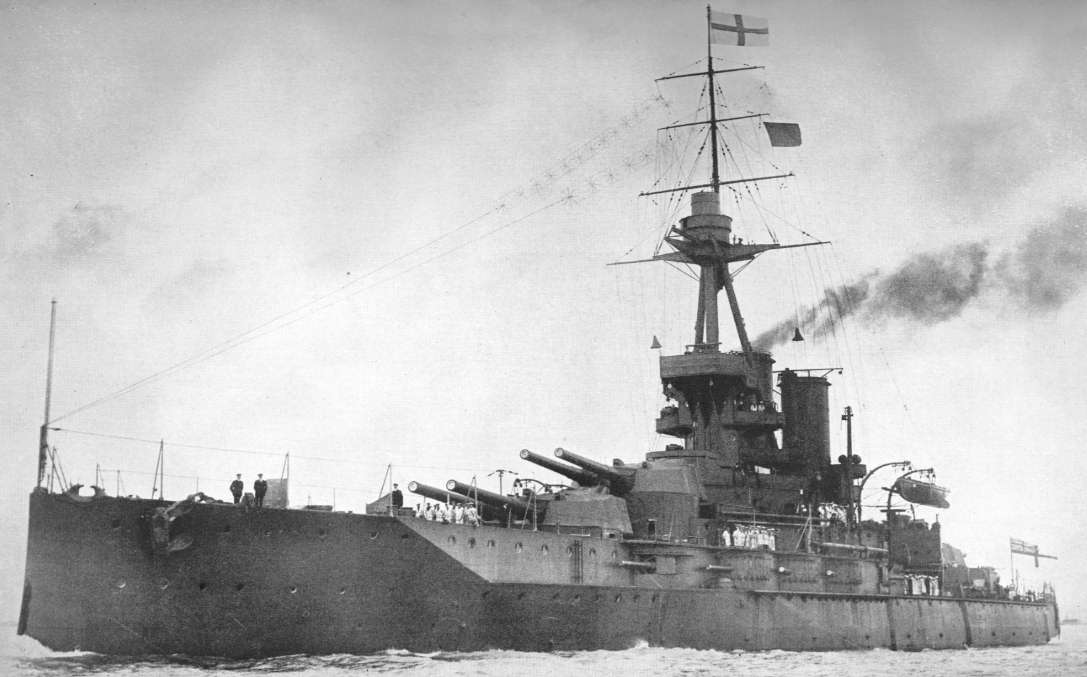
Das Schlachtschiff HMS Iron Duke, deren Kommandant Kapitän zur See Little zwischen Juli 1926 und August 1927 war.

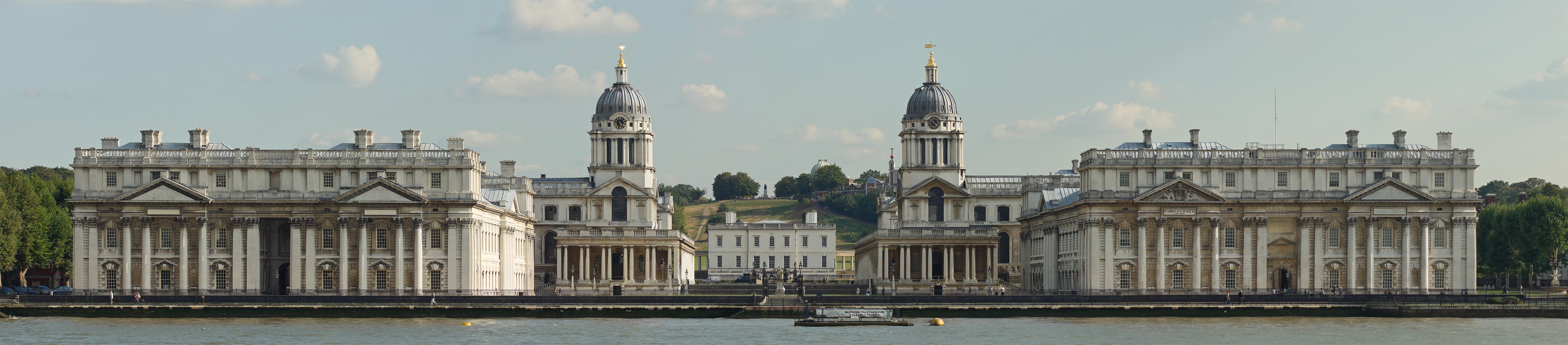
Little war ferner zwischen 1927 und 1930 Direktor der Marinestabshochschule (Royal Naval Staff College) in Greenwich.

Unmittelbar nach dem Krieg wurde Kapitän zur See Little im März 1919 Kommandant des Leichten Kreuzers HMS Cleopatra, den er bis Dezember 1919 bei den fehlgeschlagenen Operationen gegen den Flottenverband der Roten im Russischen Bürgerkrieg in der Ostsee befehligte. Im Anschluss fungierte er von Mai 1920 bis Mai 1922 als Leiter der Handelsabteilung (Director of Trade Division) des Marinestabs der Admiralität und war während dieser Zeit auch Mitglied der britischen Delegation auf der Washingtoner Marinekonferenz von 1922 zur Begrenzung der Marinerüstung. Im Anschluss wurde er im Juni 1922 Flottenkapitän der Mittelmeerflotte (Captain of the Fleet, Mediterranean Fleet) und verblieb auf diesem Posten bis August 1924. Nachdem er zwischen August 1924 und Juli 1926 Leitender Stabsoffizier (Senior Staff Officer) des Royal Naval War College war, wurde er im Juli 1926 Kommandant des Schlachtschiffs HMS Iron Duke und hatte diesen Posten bis August 1927 inne.
Im November 1927 wurde Charles Little Direktor der Marinestabshochschule (Royal Naval Staff College), die im Royal Naval College in Greenwich untergebracht war, und verblieb in diesem Amt bis März 1930. Dort erfolgte am 27. Februar 1929 auch seine Beförderung zum Konteradmiral (Rear-Admiral). Daraufhin war er von April 1930 bis April 1931 zunächst Kommandeur des 2. Schlachtgeschwaders der Heimatflotte (Commanding, 2nd Battle Squadron, Home Fleet) und wurde im Anschluss im September 1931 als Nachfolger von Konteradmiral Martin Dunbar-Nasmith Flaggoffizier und Kommandeur der U-Boot-Verbände der Royal Navy (Flag Officer / Rear-Admiral, Submarines). In dieser Verwendung blieb er bis Dezember 1932 und wurde daraufhin von Konteradmiral Noel Laurence abgelöst. Seine umfangreiche Erfahrung, sowohl auf See als auch bei der Admiralität, hatte ihn bereits für das Oberkommando bestimmt, und 1932 trat er dem Admiralitätsausschuss (Board of Admiralty) bei. Dort wurde er im Januar 1933 als Nachfolger von Vizeadmiral Sir Frederic Charles Dreyer stellvertretender Chef des Marinestabs (Deputy Chief of the Naval Staff) und blieb in dieser Funktion bis Oktober 1935, woraufhin Vizeadmiral Sir William Milbourne James sein dortiger Nachfolger wurde. Am 1. September 1933 wurde er zum Vizeadmiral (Vice-Admiral) befördert und am 3. Juni 1935 zum Knight Commander des militärischen Zweiges des Order of the Bath (KCB) geschlagen, woraufhin er den Namenszusatz „Sir“ führte. Zu der Zeit begann die Wiederbewaffnung der Marine und es kam zum Abschluss des Deutsch-Britischen Flottenabkommens am 18. Juni 1935, an dem er maßgeblich beteiligt war.
Im Januar 1936 wurde Vizeadmiral Sir Charles Little noch einmal Nachfolger von Vizeadmiral Sir Frederic Charles Dreyer, und zwar dieses Mal als Oberkommandierender des Flottenverbandes China (Commander-in-Chief, China Station). Er wurde am 25. Juni 1937 zum Admiral befördert. Seine dortige Funktion fiel zeitlich mit dem japanischen Angriff auf China beim Zwischenfall an der Marco-Polo-Brücke am 7. Juli 1937 zusammen, der zum Zweiten Japanisch-Chinesischen Krieg (7. Juli 1937 bis 9. September 1945) führte. Er sah sich verantwortlich für den Schutz britischer Staatsangehöriger in China, insbesondere in Shanghai, dem Zentrum vieler Kämpfe, eine Pflicht unter besonders schwierigen Umständen, die er mit Geschick und vollem Erfolg ausführte. Den Posten als Oberkommandierender des Flottenverbandes China hatte er bis Februar 1938 inne und wurde im Anschluss von Vizeadmiral Sir Percy Noble abgelöst.

### Zweiter Weltkrieg
Im Anschluss kehrte Little zur Admiralität zurück und übernahm im September 1938 wiederum als Nachfolger von Admiral Sir Martin Dunbar-Nasmith den Posten als Zweiter Seelord und Chef des Marinepersonals (Second Sea Lord and Chief of Naval Personnel) ab. Er verblieb in dieser Funktion bis Juni 1941, woraufhin Admiral Sir William Whitworth seine Nachfolge antrat. Nur wenige glaubten damals, dass ein Krieg mit Deutschland abgewendet werden könnte, und innerhalb weniger Wochen nach Antritt seines Amtes sah sich Little für die Mobilisierung der Flotte verantwortlich, die infolge der Krise vor der Münchner Konferenz angeordnet worden war. Obwohl das Ergebnis der Konferenz die unmittelbare Kriegsgefahr abwendete, lieferte diese Mobilisierung unschätzbare Erfahrungen für diejenige elf Monate später, als Deutschland der Krieg erklärt wurde. Auch hier lag die Verantwortung für den reibungslosen Ablauf der Mobilisierung der Royal Navy vollständig bei Little. Dass die vollständige Mobilisierung mit Geschwindigkeit und Präzision erreicht wurde, war größtenteils seinem administrativen Geschick zu verdanken. Die nächsten zwei Jahre sahen den enormen personellen Ausbau der Marine, den der Krieg erforderte, wieder in seiner Verantwortung als Zweiter Seelord. In dieser Funktion war er zudem maßgeblich an der Gründung der Admiralty Torpedo, Mining and Electrical Training Establishment an der Roedean School in Brighton beteiligt.
Little war von Januar und bis zu seiner Ablösung durch Admiral Sir Andrew Cunningham im April 1942  Marinevertreter in der Gemeinsamen Streitkräftemission in Washington, D.C. (British Joint Services Mission). Als solcher war er auch Vertreter der britischen Admiralität im Gemeinsamen Stabsausschuss (Joint Chiefs of Staff Committee), eine Aufgabe, die Diplomatie und Standhaftigkeit im Umgang mit Admiral Ernest J. King, dem Chief of Naval Operations der US Navy und bekannten Anglophoben, erforderte. Für seine Verdienste wurde er am 11. Juni 1942 als Knight Grand Cross des Order of the British Empire (GBE) ausgezeichnet. Nach seiner Rückkehr aus den USA wurde er im Oktober 1942 Nachfolger von Admiral Sir William Milbourne James als Oberkommandierender der Marinebasis Portsmouth (Commander-in-Chief, Portsmouth), eine Position, die er bis kurz Kriegsende im Februar 1945 innehatte und daraufhin von Admiral Sir Geoffrey Layton abgelöst wurde. Im Mai 1943 wurde ihm befohlen, während der Abwesenheit von Admiral Sir Bertram Ramsay, der ursprünglich für den Posten ausgewählt worden war, von Portsmouth aus als Oberbefehlshaber der Marine für die Operation Overlord, der Invasion nach Europa zu fungieren. Er war als solcher tief in die operative Planung für den bevorstehenden Angriff involviert. Diese Ernennung verfiel bei Ramsays Rückkehr nach der Operation Husky, erfolgreichen Invasion in Sizilien und Italien (10. Juli bis 17. August 1943). Gleichwohl hatte Little immer noch viele Aufgaben, die direkt mit der Invasion verbunden waren, indem er für die Bereitstellung von Trainingsgebieten und die Organisation von Übungen für die riesige Armada verantwortlich war, die für die Operation Overlord gesammelt wurde sowie für die Unterbringung aller Besatzungen und die Versorgung mit Vorräten, Munition und Treibstoff. Für seine Verdienste wurde ihm am 27. Februar 1945 auch zum Knight Grand Cross des Order of the Bath (GCB) erhoben.
Am Ende des Krieges wurde Little nach achtundvierzig Jahren ununterbrochenem Dienst auf die Ruhestandsliste (Retired List) gesetzt. Er war ferner Träger der Bronzemedaille der Royal Humane Society für Lebensrettung und wurde neben vielen ausländischen Orden zum Großoffizier der Ehrenlegion und zum Kommandeur der Legion of Merit ernannt. Ferner erhielt er das Großkreuz des Ordens von Oranien-Nassau und des Sankt-Olav-Ordens. Während seines Ruhestandes war er Präsident der Veteranenvereinigung Royal British Legion für Süd-Großbritannien sowie Vizepräsident der Navy Records Society und des Royal United Services Institute.
1908 heiratete Little Rothes Beatrix, die Tochter von Colonel Sir Charles Leslie, 7. Baronet. Aus dieser Ehe mit seiner 1939 verstorbenen Ehefrau gingen eine Tochter und ein Sohn hervor, der 1925 nach einem Motorradunfall starb. 1940 heiratete er in zweiter Ehe seine Cousine Mary Elizabeth „Bessy“ Little, die Tochter von Ernest Muirhead Little FRCS. Little starb am 20. Juni 1973 in der Shelley Road 46, Worthing, Sussex.

## Hintergrundliteratur
- S. W. Roskill: he war at sea, 1939–1945, 3 Bände, 1954–1961